# Stillahavsmenhaden
Stillahavsmenhaden (Ethmidium maculatum) är en fiskart som först beskrevs av Valenciennes, 1847.  Stillahavsmenhaden ingår i släktet Ethmidium och familjen sillfiskar. IUCN kategoriserar arten globalt som otillräckligt studerad. Inga underarter finns listade i Catalogue of Life.